# Angliru
L'Alto de El Angliru (o più semplicemente Angliru) è una zona montuosa della Spagna, situata in territorio di Riosa, nella comunità autonoma delle Asturie, ad un'altitudine di 1.570 m s.l.m..

## Descrizione
La zona conosciuta per l'allevamento del bestiame è divenuta in seguito meta di un turismo rivolto all'escursionismo anche perché la Sierra dell'Aramo, di cui l'Angliru fa parte, è dotata di notevoli bellezze naturali, come le cime che la circondano che culminano con il Gamonal (altro nome con cui è conosciuta) a 1.712 m s.l.m. e con le altre vette del Moncuevu e del Barriscal.

## Ciclismo
A partire dal 1999 questa zona ha ottenuto fama internazionale grazie al fatto di essere diventata spesso teatro delle tappe più dure della Vuelta a España, una dei cosiddetti tre Grandi Giri, le maggiori corse a tappe del ciclismo mondiale. La salita che porta fino in cima è considerata tra le più dure d'Europa se non del mondo insieme con le italiane Mortirolo e Zoncolan.

### Caratteristiche di ascesa
L'ascesa si può intraprendere da due versanti: 
- quello nord, partendo da Santa Eulalia, che misura 17,7 chilometri, con una pendenza media del 7,9% e un dislivello pari a 1.403 metri
- quello ovest, partendo da La Vega, che misura 12,6 chilometri, ma ha una pendenza media del 9,9%

Il tratto più difficile, con pendenza massima del 23,6%, è comune ad entrambi i versanti e si ha in corrispondenza della Cueña Les Cabres, un tratto lungo 450 metri,con una pendenza media che supera il 16%.

### Vuelta a España
La Vuelta a España ha affrontato l'ascesa dell'Angliru in 9 edizioni, in tutti i casi la vetta è stata sede dell'arrivo di tappa. Di seguito sono riportati i primi tre classificati della tappa:
| Anno | Tappa | Partenza                   | Vincitore          | Secondo            | Terzo                |
| ---- | ----- | -------------------------- | ------------------ | ------------------ | -------------------- |
| 1999 | 8ª    | León                       | José María Jiménez | Pavel Tonkov       | Roberto Heras        |
| 2000 | 16ª   | Oviedo                     | Gilberto Simoni    | Jan Hruška         | Roberto Heras        |
| 2002 | 15ª   | Gijón                      | Roberto Heras      | Joseba Beloki      | Francesco Casagrande |
| 2008 | 13ª   | San Vicente de la Barquera | Alberto Contador   | Alejandro Valverde | Joaquim Rodríguez    |
| 2011 | 15ª   | Avilés                     | Juan José Cobo     | Wout Poels         | Denis Men'šov        |
| 2013 | 20ª   | Avilés                     | Kenny Elissonde    | Chris Horner       | Alejandro Valverde   |
| 2017 | 20ª   | Corvera de Asturias        | Alberto Contador   | Wout Poels         | Chris Froome         |
| 2020 | 12ª   | Pola de Laviana            | Hugh Carthy        | Aleksandr Vlasov   | Enric Mas            |
| 2023 | 16ª   | Ribadesella                | Primož Roglič      | Jonas Vingegaard   | Sepp Kuss            |